# Polychoron

tesseract

Een polychoron, meervoud: polychora, Oudgrieks: πολύς, polus, veel en χῶρος, chōros, ruimte, ook polyhedroïde, is in de meetkunde een polytoop in vier dimensies. Een polychoron komt dus met een veelhoek in twee dimensies en een veelvlak in drie dimensies overeen.
De tesseract is het bekendste polychoron en bestaat uit acht kubussen.
De wiskundigen Norman Johnson en George Olshevsky hebben de naam polychoron bedacht. Polychora zijn het onderwerp van studie van het Uniform Polychora Project, dat poogt lichamen in meer dimensies te classificeren.